# Andris Vosekalns
Andris Vosekalns (Alūksne, 26 juni 1992) is een Lets wielrenner die van 2018 tot en met 2024 reed voor Hengxiang Cycling Team.

## Overwinningen
2010
 Lets kampioen op de weg, Junioren
 Lets kampioen tijdrijden, Junioren
2011
Riga GP
2014
 Lets kampioen op de weg, Elite
2017
Bergklassement Koers van de Olympische Solidariteit
2020
 Lets kampioen tijdrijden, Elite

## Ploegen
- 2011 –  Alpha Baltic-Unitymarathons.com
- 2012 –  Rietumu-Delfin
- 2013 –  Rietumu-Delfin
- 2014 –  Rietumu-Delfin
- 2015 –  Rietumu-Delfin
- 2016 –  Rietumu-Delfin
- 2017 –  Rietumu Banka-Riga
- 2018 –  Hengxiang Cycling Team
- 2019 –  Hengxiang Cycling Team
- 2020 –  Hengxiang Cycling Team
- 2021 –  Hengxiang Cycling Team
- 2022 –  Hengxiang Cycling Team
- 2023 –  Hengxiang Cycling Team
- 2024 –  Hengxiang Cycling Team

Ālītis · Bēcis · Beļēvičs · Bogdanovičs · Gavars · Kalniņš · Kaņepējs · Liepiņš · Lukševics · Pruus · Rubenis · Sokorin · Vaitkus · Vosekalns
Chen · Gui · Liu · Lyu · Ma · Vosekalns · Wang · Yan · Zhang · Zhao